# Sheridan Bluff
El Sheridan Bluff es un acantilado en la Dependencia Ross, que está situada en la Antártida. Está en las montañas de la Reina Maud y se eleva 3 km al este-sureste del monte Saltonstall en el flanco sur de la desembocadura del glaciar Poulter en el glaciar Scott.
El Servicio Geológico de los Estados Unidos lo cartografió utilizando sus propias mediciones y sus propias fotografías aéreas provenientes de la Marina de los Estados Unidos que se hicieron entre 1960 y 1964. El Comité Asesor sobre Nomenclatura Antártica lo nombró en honor al geólogo de la  Universidad Estatal de Arizona Michael F. Sheridan, quien trabajó en el área de 1978 a 1979 como parte del Programa de Investigación Antártica de Estados Unidos.